# Modlitební mlýnek

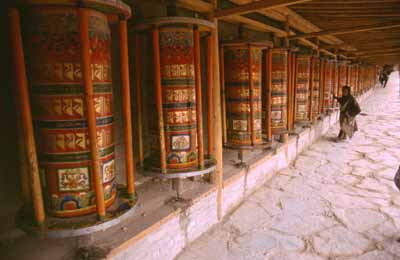
Modlitební mlýnky umístěné za sebou

Modlitební mlýnek či Modlící mlýnek (tibetsky: མ་ནི་ཆོས་འཁོར, Wylieho transliterace: mani-chos-'khor) je buddhistická modlitební pomůcka. Má tvar válce, který může být pevně uchycen na různých objektech (např. stúpách), nebo může být přenosný. Velikost mlýnků je různá, pohybuje se od mlýnků ne o mnoho větších než dlaň k až k několikametrovým jedincům. Mlýnky mohou být otáčeny rukou, vodou, větrem nebo ohněm.
Na mlýncích bývají napsány různé mantry či vyobrazeny buddhistické symboly (často aštamangala). Na většině modlitebních mlýnku je napsána nejrozšířenější mantra Óm mani padmé húm. Mantry mohou být též napsány na papíře či jiném materiálu a umístěny uvnitř ve vnitřní části mlýnku. Buddhisté s mlýnky točí, čímž mají vysílat modlitby do celého světa.

## Původ
Koncept modlitebního mlýnku bývá odkazován na frázi „otáčení kola Dharmy“, která popisuje způsob učení Buddhy. Podle tibetské tradice je historie modlitebního mlýnku spjata s buddhistickým filozofem, Nágárdžunem, a jedním z nejznámějších bódhisattvů mahájánového buddhismu, Avalókitéšvarem. Toto naznačuje důležitost modlitebního mlýnku v mahájánovém buddhismu. Za posledních sto let diskutovali západní vědci o místě vzniku této modlitební pomůcky. Je velmi pravděpodobné, že mlýnek vznik v Indii a postupně se rozšířil do Tibetu.

## Použití modlitebního mlýnku
Podle tibetské buddhistické tradice by otáčení modlitebního mlýnku mělo mít stejný účinek jako ústní recitace modlitby. Modlitební mlýnek ztělesňuje veškeré činnosti Buddhů a Bódhisattvů. Je řečeno, že pouhým jedním dotykem mlýnku dojde k očištění od špatné karmy. Buddhisté otáčejí mlýnek, aby zbavili utrpení všechny bytosti, hromadili zásluhy a očistili svou karmu. Mlýnek bývá roztočen ve směru hodinových ručiček, jelikož točení mlýnku opačným směrem může znamenat prokletí a ztrátu zásluh, které jsou získané točením správným. Roztočením mlýnku dochází k aktivaci mantry, harmonizaci okolí a mysli. Věřící praktikují tuto činnost každé ráno a večer. V levé ruce drží málu, a v pravé ruce otáčejí modlitební mlýnkem. Současně nahlas recitují mantru Óm mani padmé húm.

## Druhy mlýnků

### Mani mlýnek
Jedná se o ruční modlitební mlýnek válcovitého tvaru, který je připevněn na kovovém nebo dřevěném držadle. Pro snadnější otáčení mlýnku bývá válec zatížen řetízkem či provázkem.

### Vodní mlýnek
Tento druh mlýnku je otáčen tekoucí vodou. Dotykem vody s mlýnkem se voda stává požehnaná. Když se tato voda posléze vlévá do oceánu či jezer, nese s sebou sílu očistit všechny živé tvory, žijící ve vodě, od špatné karmy.

### Ohňový mlýnek
Ohňový mlýnek je otáčen teplem svíčky nebo elektrickým světlem. Světlo, které vychází z mlýnku, dokáže očistit od negativní karmy všechny bytosti, které ho spatří.

### Větrný mlýnek
Větrný mlýnek je otáčen větrem, který má sílu očistit živé bytosti od špatné karmy.